# 神戸系ファッション
神戸系ファッション（こうべけいファッション）とは、神戸・山手エリアの女性が時代の流行にとらわれることなく長年に渡って培ってきたとされるファッションスタイル。
1970年代のニュートラの全国的流行を経て、2000年代初頭においては、日本の多くの女性がこぞって神戸系ファッションを取り上げるようになり、それをきっかけとして20歳前後の女性を中心に流行。ひとつの着こなしとして確立された。その特徴は上品（エレガント）で保守的（コンサバティブ）なお嬢様を表現している。

## 起源と展開
アパレルのほか、ケミカルシューズ、真珠加工・貿易といった周辺分野も含めたファッション産業を、長く特徴的産業としてきた神戸は、明治期初頭の開港以来、国際貿易港の後背地としていちはやく西洋文化を取り入れ発展してきた歴史と、隣接する芦屋や夙川、苦楽園等の阪神間地域を含んで、商都大阪のベッドタウンとして発展してきた歴史がある。
これらのことが早くから西洋化・近代化された一種の上流階級（ハイソサエティ、略してハイソ）文化ともみなし得る、独特な山手文化を同地に育んできた。こういった背景のもと、神戸・山手エリアに住む富裕層の女性が好んだとされるエレガントさを基調としたスタイルが軸となり、比較的、ブランド志向の強い洗練されたファッション感覚が、高度成長期を経て広く市民に醸成されるに至り、1975年頃よりニュートラという名称で発信されてブームとなり、全国的な展開を始める。
その後、2000年頃から再びファッション誌がこぞってこのスタイルを神戸系ファッションとして取り上げたをことを契機として全国的に流行し、着こなしのひとつとして認識されるに至った。むろん、“神戸系”ファッションなる語はその際に使われ始めた言葉で、それ以前は意識的に使われたことは基本的にはなかった。いくつかのブランドやショップがその代表例とされる（下記参照）ほか、この流行を積極的に利用する形の新たな展開もみられる（例、神戸コレクション）。
しかしニュートラ以降の神戸系とは東京発祥のファッションであり、本来神戸及び阪神間地域で育まれたものとは全く異なるものであって、いわばそのイメージを借りたものに過ぎないとう説もある。昔からこの地域で愛されてきたファッションは、例えばKIMIJIMAのような上品でシックなスタイルであったり、高い技術を持つ職人によって仕立てられた上質なコートや靴などであった。（そしてそのような職人が大正初期頃から元町周辺に店を構え、親子2代以上に渡って付き合いを続ける住民も存在してきた。）
また上記の理由から、神戸の女性はあまり流行やブランドに流されない傾向がある。それが高級ブランドであってもなくても、質が良ければ大切にして、そのような品物を扱う店舗との付き合いを大切にするとされる。
日本の経済が、デフレ不況下にあった20世紀末から21世紀初頭においての「消費の二極化現象」つまり、普段は、経済的（安上がり）な消費傾向にある一般消費者の間でも、本人のこだわりのある特定分野においては、ある高級品が価格に見合った価値をもつと見なし得ると躊躇なく購入するといった消費動向が顕著であった。この現象は、ファッションの分野においても同じで、その一つがいわゆる「神戸系ブーム」に繋がったとする分析も存在する。つまり、上記のような消費傾向を持つ女性が増えたことで、上品さを備えた価値に見合った高級品と見なし得る、神戸のスタイルを真似て着飾る女性が全国的に溢れることに繋がったとするものである。

## ブランド
女性誌などを中心に全国的ブームを巻き起こした神戸系ファッションには、主に以下のブランドが挙げられる。
- クレイサス（CLATHAS）
- クイーンズコート（QUEENS COURT）
- ビッキー（VICKY）
- Mプルミエ（M-premier）
- インタープラネット（INTER PLANET）
- クリア（clear）
- Aquagirl

昔ながらの神戸スタイルを具現するブランド。
- KIMIJIMA
- 芦田ジュン

## ショップ
- ルシェルブルー（LE CIEL BLEU）
- クリア（clear）